# Vedran Mlikota
Vedran Mlikota (Zagvozd, 31. srpnja 1969.), hrvatski kazališni, televizijski i filmski glumac.

## Životopis
Rođen je u Zagvozdu, gdje završava osnovnu i dva razreda srednje škole; ostala dva razreda srednje škole završava u Splitu. Upisuje studij glume na Zagrebačkoj akademiji za kazalište, film i televiziju, koju završava 1992. godine u klasi profesora Izeta Hajdarhodžića. Tijekom studija nagrađen je Rektorovom nagradom za predstavu "Hamletmachine". Nakon diplome, postaje član drame HNK u Zagrebu, čiji je član bio do 2010. godine, kada je dao otkaz. Nakon toga nekoliko godina djeluje kao slobodni dramski umjetnik, a 2015. primljen je u stalni angažman satiričkog kazališta Kerempuh. Osvojio je nekoliko nagrada: 1993. je proglašen najboljim glumcem Festivala hrvatske drame Teatra ITD. Sljedeće godine dobiva nagradu "Veljko Maričić" kao najbolji glumac na Prvom festivalu malih scena u Rijeci. Osnivač je i umjetnički direktor festivala "Glumci u Zagvozdu."

## Filmografija

### Televizijske uloge
- "Kumovi" kao Vinko Macan (2022. – danas)
- "Na granici" kao Mile Gnječ (2019.)
- "Da sam ja netko" kao Aljoša (2015.)
- "Stipe u gostima" kao Ive Ivić (2008. – 2014.)
- "Ah, taj Ivo!" kao Pero (2012.)
- "Periferija city" kao Pošteni (2010.)
- "Tito" (2010.)
- "Bitange i princeze" kao Alajčaus (2008.)
- "Bibin svijet" kao Grga (2007.)
- "Kazalište u kući" kao Milivoj Šesto (2006.)
- "Cimmer fraj" kao Amerikanac (2006.)
- "Balkan Inc." kao Tvrtko (2006.)
- "Odmori se, zaslužio si" kao bolesnik #2 (2006.)
- "Naša mala klinika" kao Božo Baržun (2005. – 2006.)
- "Zlatni vrč" kao pater Nikola (2004.)
- "Naši i vaši" kao Jure Rašelić (2000. – 2002.)
- "Naša kućica, naša slobodica" (1999.)
- "Smogovci" kao četnik (1996.)

### Filmske uloge
- "Koja je ovo država" kao pravoslavni svećenik (2018.)
- "Ti mene nosiš" kao Aljoša (2015.)
- "Parada" (2011.)
- "Fleke" kao barmen (2011.)
- "Vjerujem u anđele" kao poštar Šime (2009.)
- "Gdje pingvini lete" kao Velimir (2008.)
- "Nije kraj" kao svećenik (2008.)
- "Teško je biti fin" kao hrvatski graničar (2007.)
- "Libertas" kao Pantalone (2006.)
- "Dva igrača s klupe" kao Katranov kum (2005.)
- "Lopovi prve klase" kao policajac (2005.)
- "I galebovi su se smijali" (2005.)
- "Duga mračna noć" kao stražar (2004.)
- "Oprosti za kung fu" kao Veliki (2004.)
- "Svjedoci" kao svećenik (2003.)
- "Da mi je biti morski pas" kao Kristijan (1999.)
- "Bogorodica" kao Amir (1999.)
- "Treća žena" (1997.)
- "Cijena života" (1994.)

### Kazališne uloge
- "Čudo u Poskokovoj Dragi" kao Krešimir Poskok (2010.-danas)

### Sinkronizacija
- "Krš i lom 1, 2" kao Ralph (2012., 2018.)
- "Shrek uvijek i zauvijek" kao Shrek (2010.)
- "Kuća monstrum" kao Dadin otac (2006.)
- "Shrek 2, 3" kao Shrek (2004., 2007.)
- "Potraga za Nemom" kao Fric (2003.)

## Vanjske poveznice
- Vedran Mlikota u internetskoj bazi filmova IMDb-u (engl.)
- Stranica na HNK.hr  Arhivirana inačica izvorne stranice od 20. travnja 2010. (Wayback Machine)